# Jean-Marie Plum
Jean-Marie Plum (Luik, 30 juni 1899 – Brussel, 28 maart 1944) was een Belgisch organist en componist.
Hij studeerde filosofie aan het seminarie en volgde lessen orgel en compositieleer bij Lucien Mawet. Als componist bleef hij echter vermoedelijk grotendeels autodidact. De Eerste Wereldoorlog had grote invloed op hem. In 1927 werd hij tot priester gewijd en werd organist bij de Servieten van Maria in Brussel.
Hij schreef een groot aantal koor- en orgelwerken; zijn opuslijst loopt op tot minstens opus 192 en er volgden nog een aantal werken die postuum een dergelijk nummer ontvingen. Zijn stijl is daarbij postromantisch en uitermate religieus, alles binnen de Gregoriaanse muziek.

## Werklijst

### Zang
- Hymnus Septem S.S. Fundatorum, Op. 10
- Missa tertia in honorem Sancti Joannis Apostoli et Evangelistae, Op. 25
- Missa Exsultet, à 3 voix égales et orgue, Op. 70
- Missa Gloria Laus, à 2 voix mixtes, Op. 72
- Tria motecta, 1 vocis comitante organo, Op. 75
- Missa Haec Dies, à 2 voix égales avec accompagnement d'orgue ou d'harmonium, Op. 80
- Te Deum, pour 3 voix égales et grand orgue, Op. 82
- Messe de Pâques, pour orgue ou harmonium, Op. 89
- Missa Lauda Sion, à trois voix mixtes sans orgue, Op. 90
- Deux Motets, à 2 voix égales, Op. 91
- Messe de Noël, à 2 voix mixtes, Op. 95
- Ergo sum, motet pour Messe des défunts à une voix, orgue et violoncelle ad libitum, Op. 96
- Missa Vexilla Regis, 2 vocum aequalium cum organo, Op. 100
- Missa Pange Lingua, ad tres voces aequales, organo comitante, Op. 106
- 7 Cantica Eucharistica (I. Ave Verum, II. O quam suavis, III. O sacrum convivium, IV. Panis Angelicus, V. O salutaris, VI. Adoro te, VII. O Esca viatorum), Op. 107
- 7 Laudes mariales (Ave Maria, Beatam me dicent, Recordare, Inviolata, Sub tuum, Tota pulchra, O gloriosa), Op. 112
- In honorem Coredemptricis Generis Humani: Magnificat, Op. 113
- In honorem Coredemptricis Generis Humani: Stabat Mater, Op. 114
- Ad laudes vespertinas, 4 motetta tribus vocibus aequalibus comitante organo, Op. 116
- Missa facillima ad unam vel duas voces aequales, Op. 118
- 7 Tantum ergo	 à une voix, Op. 119
- Cantique de communion, Op. 121
- Missa Crux fidelis, tribus vocibus æqualibus, comitante Organo, Op. 125
- Regina Coeli, a 2 voix égales et accompagnement, Op. 127 (éditions H. Herelle)
- Laudate Dominum in chordis et organo, motettum 4 vocum in-vel aequalium cum organo, Op. 132
- Pie Pellicane, Tota pulcra, ad duas voces aequales comitante organo, Op. 135
- Laudate pueri, ad duas voces aequales comitante organo, Op. 136
- Missa Alleluia, ad 4 voces mixtas sine organo, Op. 137
- Missa Ubi caritas et amor, ad 2 voces mixtas cum organo, Op. 143
- Cantique à la Vierge Marie, Op. 159
- Missa Salve Regina	, à deux voix égales et orgue, Op. 160
- 2e Salut, à 3 voix égales et orgue (I. Ave verum, II. Sub tuum praesidium, III. Tantum ergo, IV. Lauda Sion), Op. 162
- 5e Salut, à 2 voix égales et orgue (I. Homo quidam, II. Ave Maria, III. Tantum ergo, IV. Laudate Dominum), Op. 163
- Missa Regina servorum tuorum, pour 3 voix égales et orgue, Op. 167
- Magnificat, Op. 172
- 6e Salut, à 2 voix égales [et orgue] (I. Panis angelicus, II. O quot undis, III. Tantum ergo, IV. Memorare), Op. 179
- Stabat Mater, soloists, choir, organ, Op. 192

### Orgelmuziek
- Trois pieces pour grand orgue, Op. 30
- Fantaisie,	pour grand orgue, Op. 46
- Sursum corda, pour grand orgue, Op. 53
- Messe de mariage, trois pièces pour harmonium, Op. 56
- Toccata, pour grand orgue, Op. 59
- Lauda Sion, pour grand orgue, Op. 64
- Marche héroïque, pour grand orgue, Op. 77
- Messe breve, pour orgue ou harmonium, Op. 79
- Scherzando, pour grand orgue, Op. 81
- Pièce funèbre, pour grand orgue, Op. 83
- Etude concertante, pour le pédalier, Op. 88
- 20 Sorties ou Versets, pour orgue ou harmonium, Op. 103
- 20 Elévations ou communions, pour orgue ou harmonium, Op. 104
- 20 Offertoires, pour orgue ou harmonium, Op. 105
- Sortie sur un thème de choral, pour grand orgue, Op. 108
- Symphonie eucharistique, pour grand orgue, Op. 115
- Clementissime Domine, pour grand orgue, Op. 124
- Procession, pour grand orgue, Op. 126
- 3.ème offertoire sur trois noëls, pour orgue ou harmonium, Op. 134
- Introduction, Variations et Final sur le Stabat Mater traditionnel, pour grand orgue, Op.138
- Entrée Pontificale, pour grand orgue, Op.149
- Regnavit Dominus, pour grand orgue, Op.150
- Toccata no. 2, pour grand orgue, Op.152
- Toccata no. 3 (Big-Ben), pour grand orgue, Op.154
- Triptyque, pour grand orgue, Op. 158
- Via Crucis, pour grand orgue, Op. 168
- Symphonie Nuptiale, pour grand orgue, Op. 170
- Suite brève, pour Orgue ou Harmonium, Op. 173
- Etude concertante, pour le pédalier ou grande orgue, Op. 188
- Entrée. Improvisation sur un Cantique de Profession, pour grand orgue, Op. 196 (postuum).

### Pianomuziek
- Triptyque (I. Allegretto, II. Adagio, III. Allegro vivace), pour piano, Op. 78
- Roumont, suite pittoresque pour piano, Op. 97
- Impromptu-Lied, Op. 142
- Chant pastoral pour piano, Op. 147